# Antonia Starsza
Antonia Maior (ur. w 39 p.n.e.; data śmierci nieznana, przed 25 n.e.) – córka Marka Antoniusza i Oktawii Młodszej siostry cesarza Augusta.

## Życie
Małżeństwo rodziców zostało zawarte z przyczyn politycznych, miało scementować zawarte pomiędzy Oktawianem i Antoniuszem porozumienie. Małżeństwo zostało przyjęte jako zapowiedź i gwarancja trwałego pokoju i oczekiwano, że Oktawia będzie miała dobry wpływ na męża. Tuż po urodzeniu wyjechała z rodzicami do Aten w Grecji. Między 39 p.n.e. a 36 p.n.e. Oktawia i Antoniusz żyli w Atenach, wychowując oprócz Antonii jej przyrodnie rodzeństwo (dzieci Oktawii z Gajuszem Klaudiuszem Marcelusem i dzieci Antoniusza z jego wcześniejszego małżeństwa) oraz jej młodszą siostrę Antonię Młodszą.
Po wyjeździe Antoniusza na Wschód na wojnę z Partami, Antonia z matką i rodzeństwem wróciła do Rzymu i była wychowywana przez matkę z innymi dziećmi Antoniusza. Jak podaje Kasjusz Dion, po śmierci Antoniusza Oktawian zezwolił Antonii i jej młodszej siostrze korzystać z majątku ich ojca w Rzymie. W 37 p.n.e. jako dziecko została zaręczona z Lucjuszem Domicjuszem Ahenobarbem synem sojusznika Anoniusza Gnejusza Domicjusza Ahenobarbusa konsula z 32 p.n.e. Małżeństwo doszło do skutku już po śmierci Antoniusza, około 26–24 p.n.e. Była babką zarówno Nerona, jak i Messaliny Na Ołtarzu pokoju wzniesionym jako wyraz wdzięczności po zakończeniu działań wojennych umieszczono płaskorzeźby przedstawiające cesarza Augusta w otoczeniu członków rodziny, wśród nich Antonię Starszą.

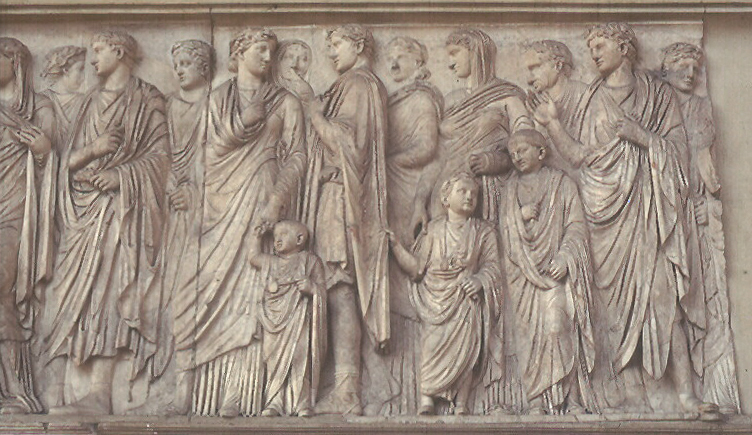
Fragment reliefu przedstawiającego procesję rodziny Augusta na Ołtarzu Pokoju – czwarta osoba dorosła z prawej jest identyfikowana jako Antonia Starsza

## Wywód przodków
| 4. Marek Antoniusz Kretyk |  |                    |  |  |                    |
|                           |  | 2. Marek Antoniusz |  |  |                    |
| 5. Julia                  |  |                    |  |  |                    |
|                           |  |                    |  |  | 1. Antonia Starsza |
| 6. Gajusz Oktawiusz       |  |                    |  |  |                    |
|                           |  | 3. Oktawia Młodsza |  |  |                    |
| 7. Atia Starsza           |  |                    |  |  |                    |
|                           |  |                    |  |  |                    |

## Potomkowie
| Antonia Starsza                        |
| \| 1. Lucjusz Domicjusz Ahenobarbus \| |
| 1. Lucjusz Domicjusz Ahenobarbus       |

| 1. Lucjusz Domicjusz Ahenobarbus |

| Gnejusz Domicjusz Ahenobarbus |
| konsul w 32 n.e.              |
| \| 1. Agrypina Młodsza \|     |
| 1. Agrypina Młodsza           |

| 1. Agrypina Młodsza |

| Domicja |
| \| 1. Decymus Hateriusz Agrypa \| \| 2. Kwintus Juniusz Blesus \| \| 3. Gajusz Salustiusz Kryspus Pasjen \| |
| 1. Decymus Hateriusz Agrypa                                                                                 |
| 2. Kwintus Juniusz Blesus                                                                                   |
| 3. Gajusz Salustiusz Kryspus Pasjen                                                                         |

| 1. Decymus Hateriusz Agrypa         |
| 2. Kwintus Juniusz Blesus           |
| 3. Gajusz Salustiusz Kryspus Pasjen |

| Domicja Lepida |
| \| 1. Marek Waleriusz Messala Barbatus \| \| 2. Faustus Korneliusz Sulla Feliks \| \| 3. Gajusz Apiusz Juniusz Sylan \| |
| 1. Marek Waleriusz Messala Barbatus                                                                                     |
| 2. Faustus Korneliusz Sulla Feliks                                                                                      |
| 3. Gajusz Apiusz Juniusz Sylan                                                                                          |

| 1. Marek Waleriusz Messala Barbatus |
| 2. Faustus Korneliusz Sulla Feliks  |
| 3. Gajusz Apiusz Juniusz Sylan      |

| Neron                                                               |
| cesarz                                                              |
| \| 1. Oktawia \| \| 2. Poppea Sabina \| \| 3. Statilia Messalina \| |
| 1. Oktawia                                                          |
| 2. Poppea Sabina                                                    |
| 3. Statilia Messalina                                               |

| 1. Oktawia            |
| 2. Poppea Sabina      |
| 3. Statilia Messalina |

| Kwintus Hateriusz Antoninus |
| konsul w 53 n.e.            |

| ? Juniusz Blesus |

| Messalina          |
| \| 1. Klaudiusz \| |
| 1. Klaudiusz       |

| 1. Klaudiusz |

| Faustus Korneliusz Sulla Feliks |
| \| 1. Klaudia Antonia \|        |
| 1. Klaudia Antonia              |

| 1. Klaudia Antonia |

| Klaudia Augusta             |
| urodzona i zmarła w 63 n.e. |

| Oktawia        |
| \| 1. Neron \| |
| 1. Neron       |

| 1. Neron |

| Brytanik                                           |
| Tyberiusz Klaudiusz Cezar Druzus Germanik Brytanik |

| Korneliusz Sulla                     |
| zmarł przed ukończeniem 2 roku życia |